# Glömsta (gård)

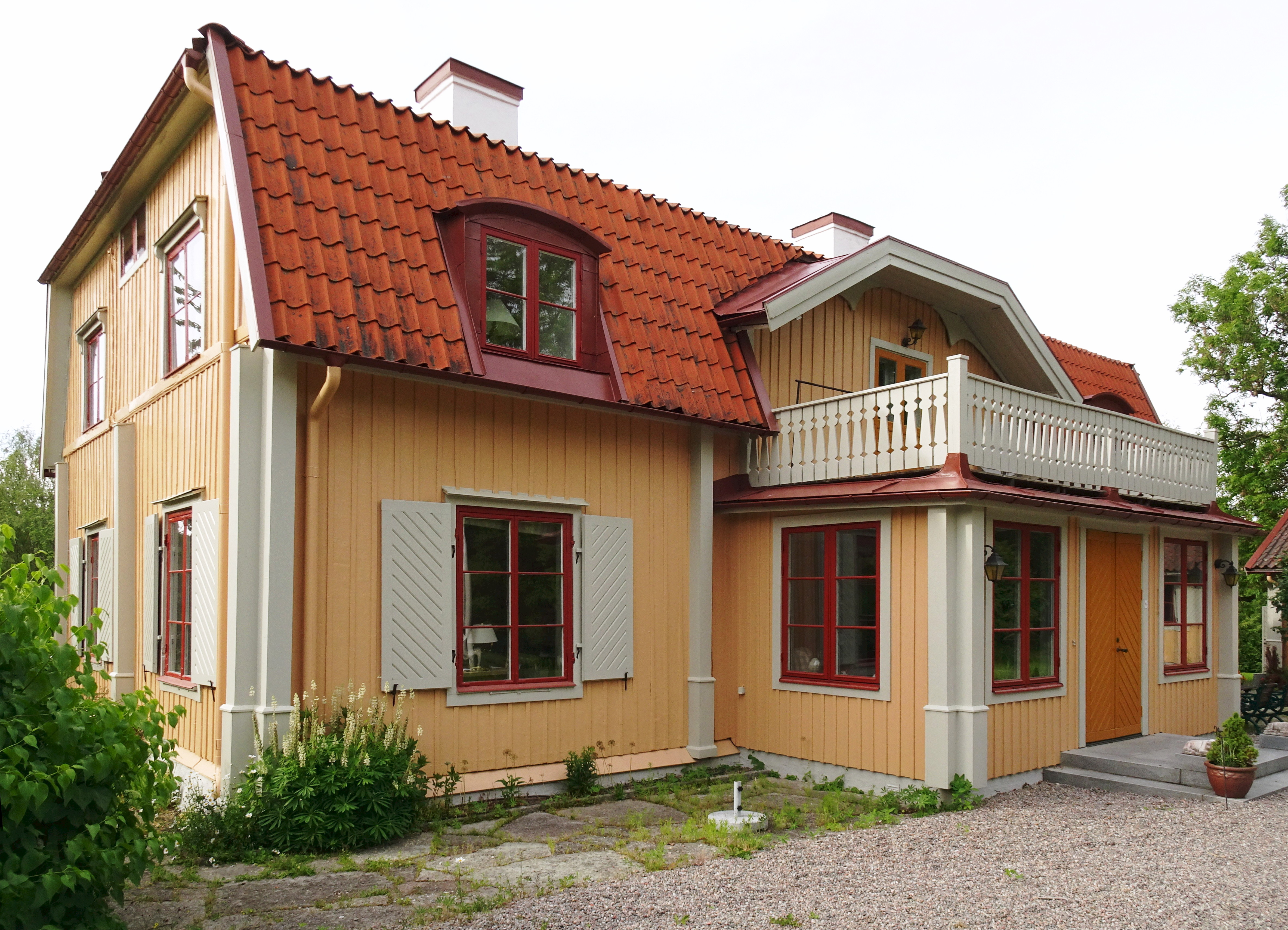
Glömsta gårds huvudbyggnad, 2016.

Glömsta är ett tidigare säteri och ett bostadsområde i Huddinge kommun, Stockholms län vars bebyggelse ingår i tätorten Stockholm. Glömsta är belägen söder, öster och norr om sjön Gömmaren och Gömmarens naturreservat sydväst om Flemingsberg. Sedan 2018 är Glömsta en egen kommundel, dessförinnan var Glömsta  ett delområde i kommundelen Flemingsberg.

## Historia

### Glömsta gård

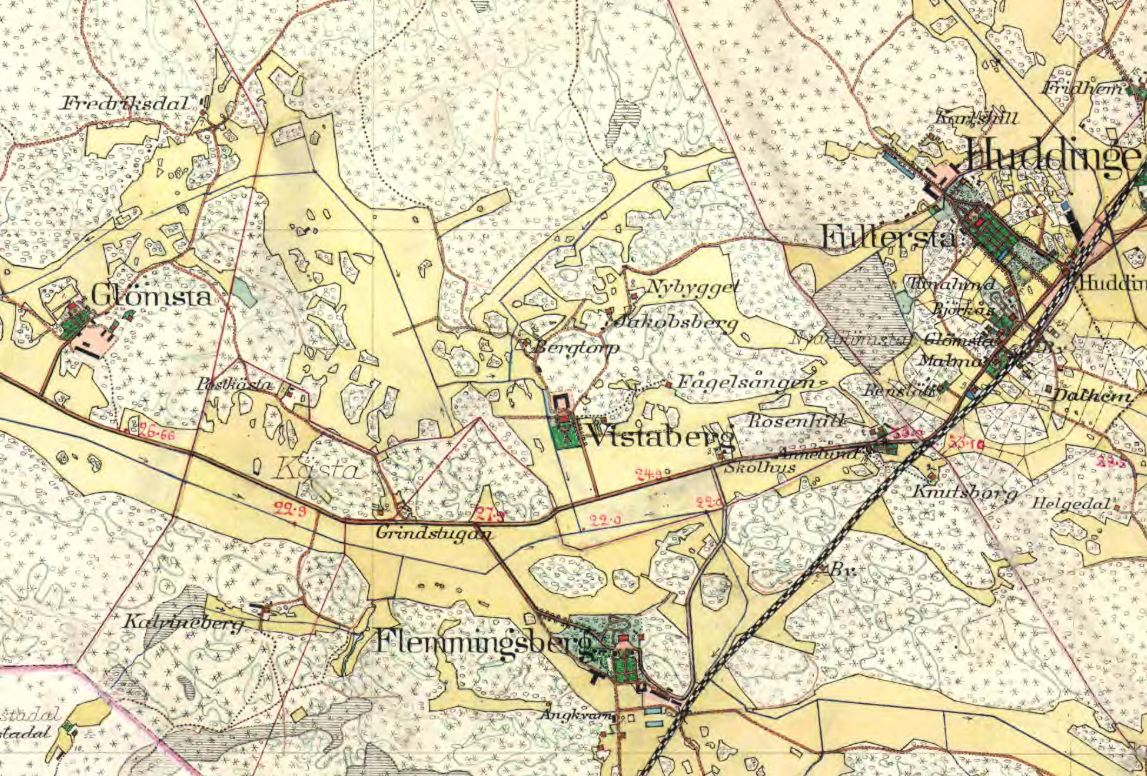
Gårdarna Fullersta, Flemmingsberg, Vistaberg och Glömsta omkring 1901.

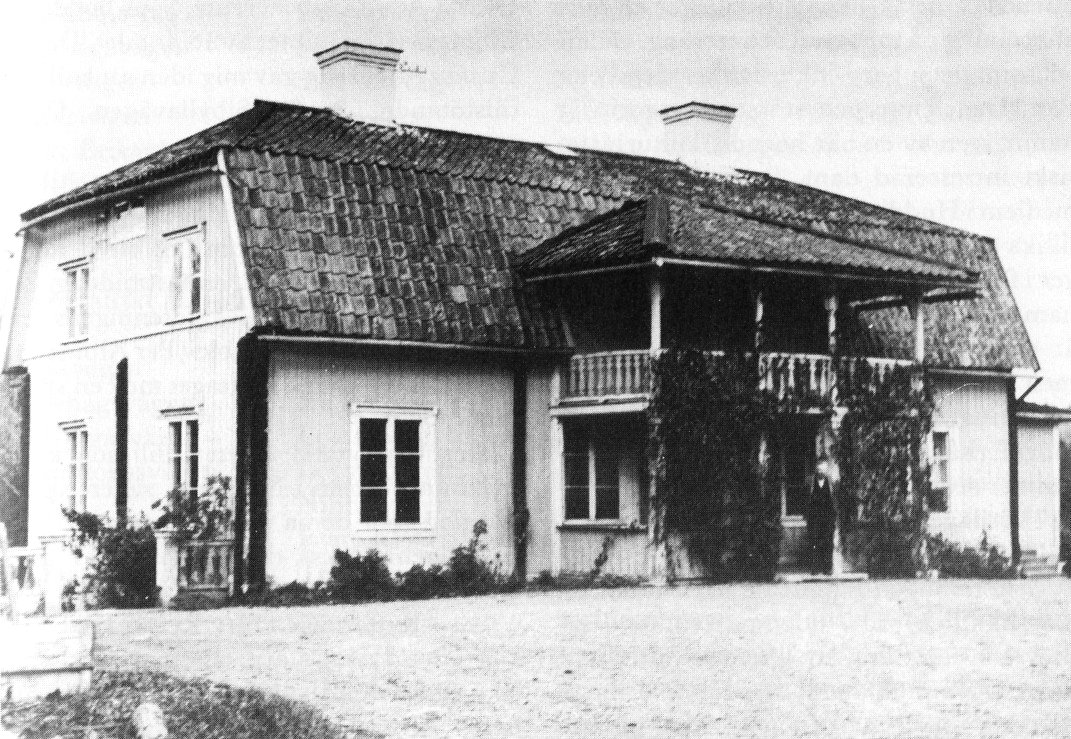
Glömsta gård på 1930-talet.

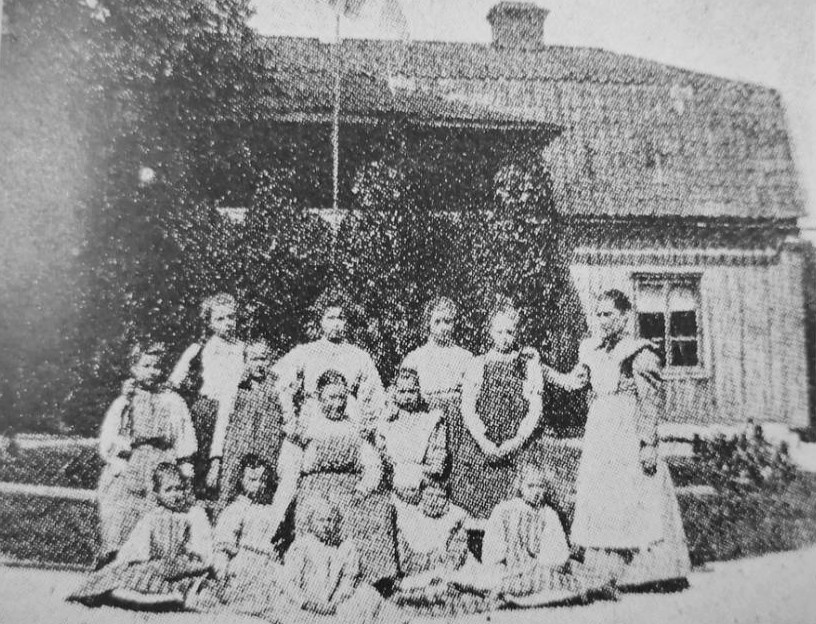
Glönsta gård som barnhem för "skyddslösa flickor", 1902.

Glömsta hör till Huddinges äldre bosättningar med gravfält från yngre järnåldern och talrika fornlämningar. Byn “Glömsta” är känd sedan 1400-talet och skrevs då glomastom, vilket anknyter till det fornnordiska mansnamnet Glume eller Glome. Glömsta gamla gårdstomt (RAÄ-nummer Huddinge 250:1) ligger i ett grönområde söder om nuvarande Lillerudsvägen 28, medan den ännu bevarade mangårdsbyggnaden från 1700-talet med sina flygelbyggnader ligger norr om Lillerudsvägen 28 och är privatägd. Huvudbyggnaden är ett envånings trähus med panelade fasader och ett valmat sadeltak. De bebyggelserester som finns på den gamla tomten är av nyare datum och härrör från gårdens rivna ekonomibyggnader.
På 1600-talets slut eller 1700-talets början blev Glömsta säteri och i mitten på 1800-talet ägdes Glömsta gård av storjordbrukaren Pehr Pettersson (kallad Patron Pehr) och sambrukades då med Fullersta gård, Flemingsbergs gård och Vistabergs gård. Han sålde egendomen till 1867 till den förmögne storbonden och riksdagsmannen Lars Magnus Carlsson (Patron Lars) på Fittja gård, vars son, ryttmästaren Hjalmar Carlsson, började med tomtexploateringen. En fastighetsägareförening bildas 1928 av elva tomtägare. 1931 trafikerade bussar Glömsta istället för hästskjuts. På 1930- och 1940-talen genomfördes en omfattande styckning och utbyggnad av området. I norr, mot Gömmaren, blev det huvudsakligen sommarstugor, medan villor kom till längre söderut.

### Barnhem
I slutet av 1800-talet och kring sekelskiftet 1900 nyttjades gården av Föreningen för värnlösa unga flickors skydd. Flickorna var i tio- till elvaårsåldern och omkring 14 inackorderades på Glömsta gård. Här fick de lära sig läsa och skriva och fick utbildning till "tjänarinnor" (hembiträde i välbeställda hushåll). När de var 17 eller 18 år gamla fick de lämna Glömsta.

## Torp och stugor

### Glömstastugan
I norr återfinns Glömstastugan, eller Glömstatorpet, en statarlänga från 1800-talets senare del som ursprungligen hörde till gården. Åren 1877–1878 beboddes Glömstastugan av fem statarfamiljer, med totalt 24 barn. En tillbyggnad i vinkel har tillkommit senare, troligen 1940. Stugan har höga kulturhistoriska värden. Byggnaden ägs av kommunen som hade den som fritidsgård och festlokal. Efter en vattenskada och angrepp av äkta hussvamp var byggnadens framtid oviss och rivning hotade. I oktober 2018 beslöt Natur- och byggnadsnämnden att fastighetens ägare, mark och exploateringssektionen i Huddinge kommun, föreläggs att vid vite om 500 000 kronor, senast 12 månader från det att nämndens beslut har vunnit laga kraft, ha sanerat byggnaden från hussvamp och återställt skadade delar.

### Gömmartorpet
Gömmartorpet, tidigare kallat Loviselund, är troligen byggt i slutet av 1600-talet och omnämndes i husförhörslängden från 1801 som torp under Glömsta gård. Siste torparen var Carl Erik Carlsson med hustru Christina Lundin som brukade stället fram till 1880. Därefter blev Gömmartorpet bostad för arbetare vid Glömsta gård. Byggnaden finns kvar vid Gömmarens södra strand (Gömmarvägen 36) men har utökats med en tillbyggnad mot vattnet.

### Masmotorpet
Masmotorpet låg under Glömsta och finns med i husförhörslängderna från 1689. Namnet skrevs även Masmor. Enligt Jan Paul Strid (Ortnamnen i Huddinge) är förleden "mas" ett så kallat noaord för varg och efterleden "moa" har betydelsen (tät) skog, alltså "skogen där vargen varit synlig". I jordeboken från 1749 anges det som frälse under Glömsta ägor. Från början av 1800-talet blir Masmo ett dagsverkstorp. 1895 upphörde Masmo som torp och beboddes av en sadelmakare. Stugan är bevarad och finns på samma tomt som Masmo villa byggd 1907. Torpet Masmo gav området Masmo, Masmoberget, Masmovägen och Masmobäcken sina namn.

### Fredriksdals torp
Torpet Fredriksdal, eller Fredrics Dahl som det skrevs i början av 1800-talet, ligger norr om Glömsta gård vid Gamla Stockholmsvägen (före detta Göta landsväg). Stället finns i husförhörslängdena från 1801 till 1875 omnämnd som torp under Glömsta. 1801 beboddes torpet av skomakaren Erik Färnström (född 1757), hustru Greta Berg (född 1759), deras två barn samt en piga. Det sista torparparet var Johannes och Charlotte Jansson. De flyttade ut 1875 och Fredriksdal blev därefter statarebostad. Byggnaden finns kvar än idag och ingår sedan 2017 som ”kronjuvel” i det nya bostadsområde vid Gretas backe, även kallad Fredriksdals Trädgårdar, som belönades med Huddinges byggnadspris.

### Bilder (torp)

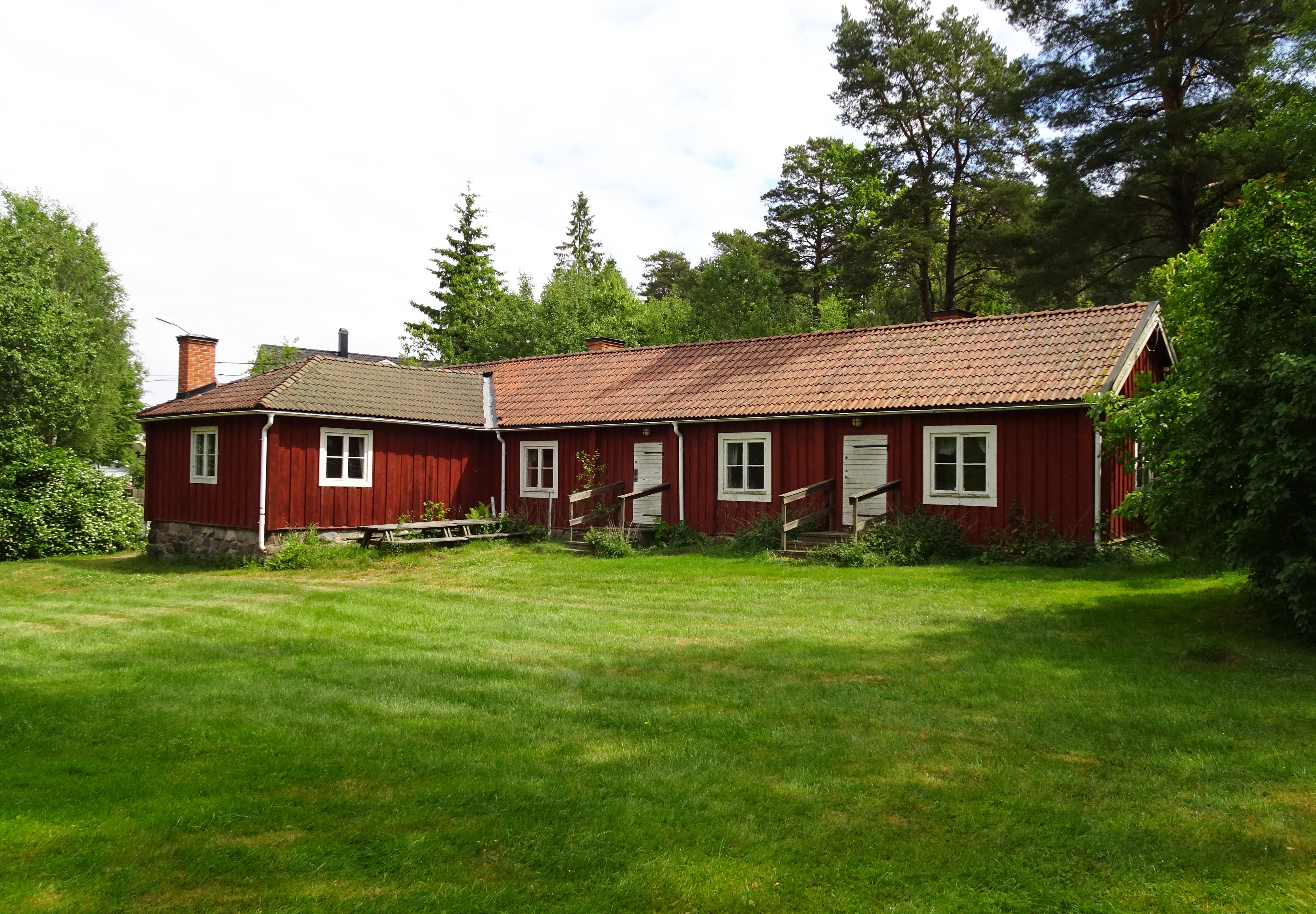
Glömstastugan, 2016.
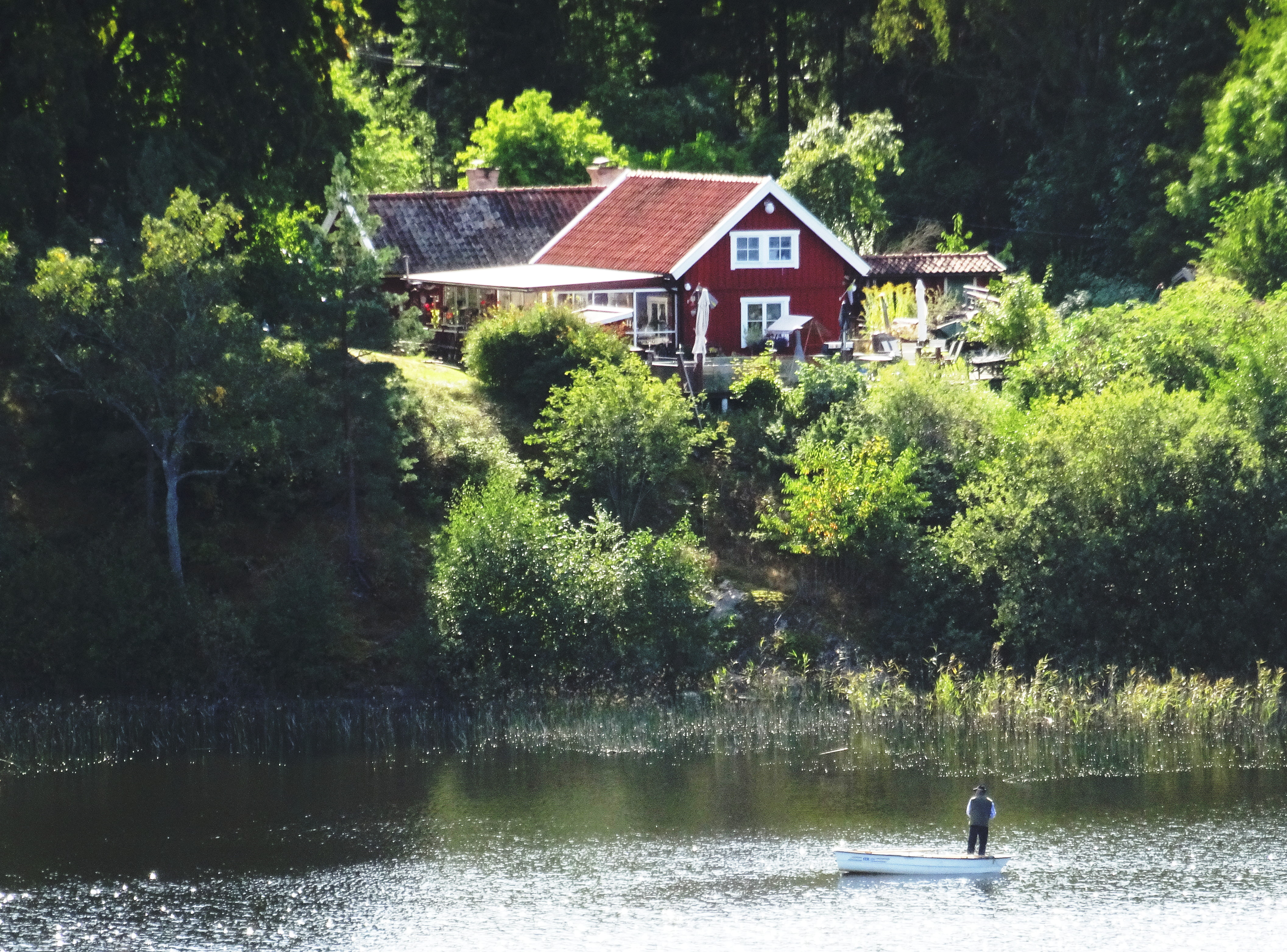
Gömmartorpet, 2020.
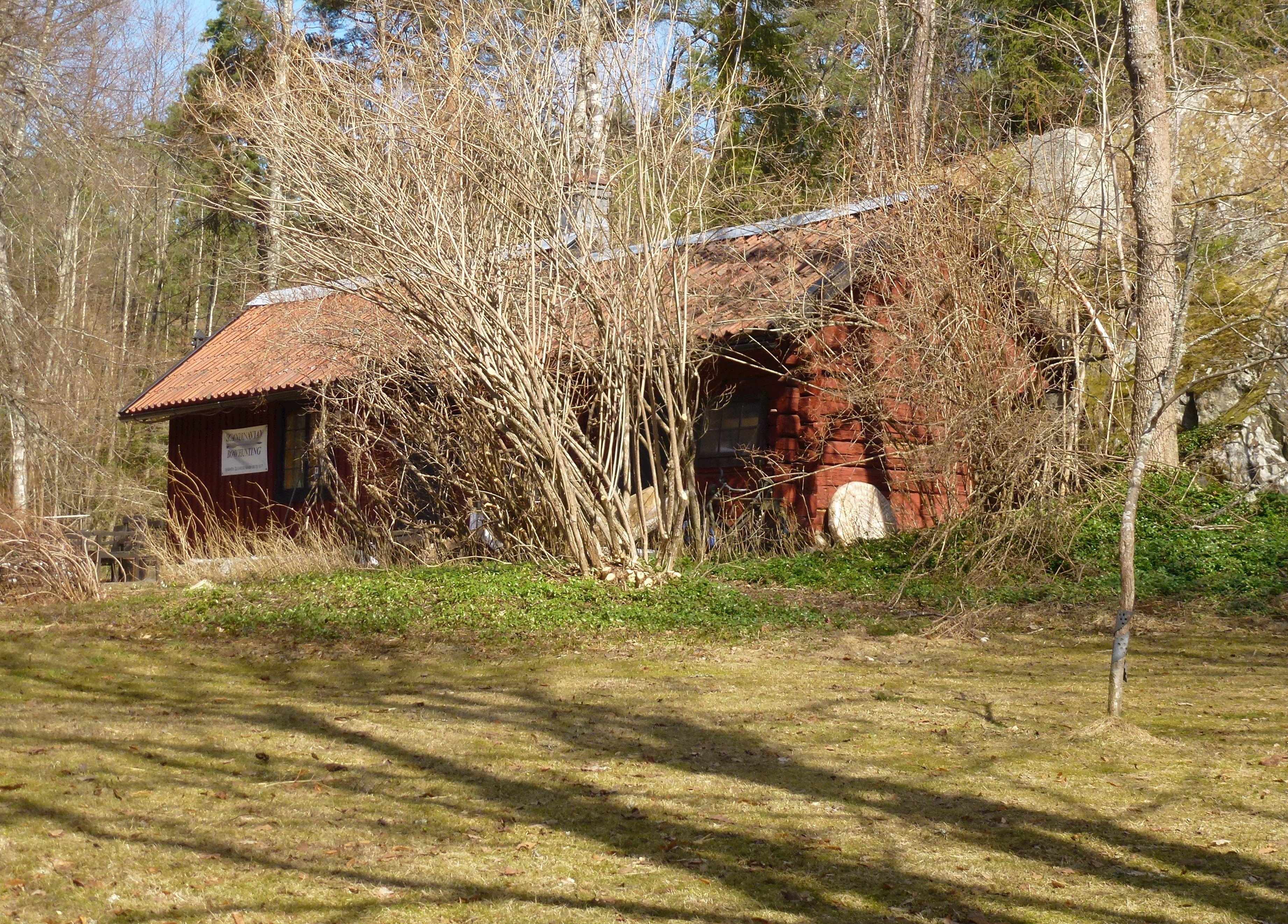
Masmotorpet, 2013.
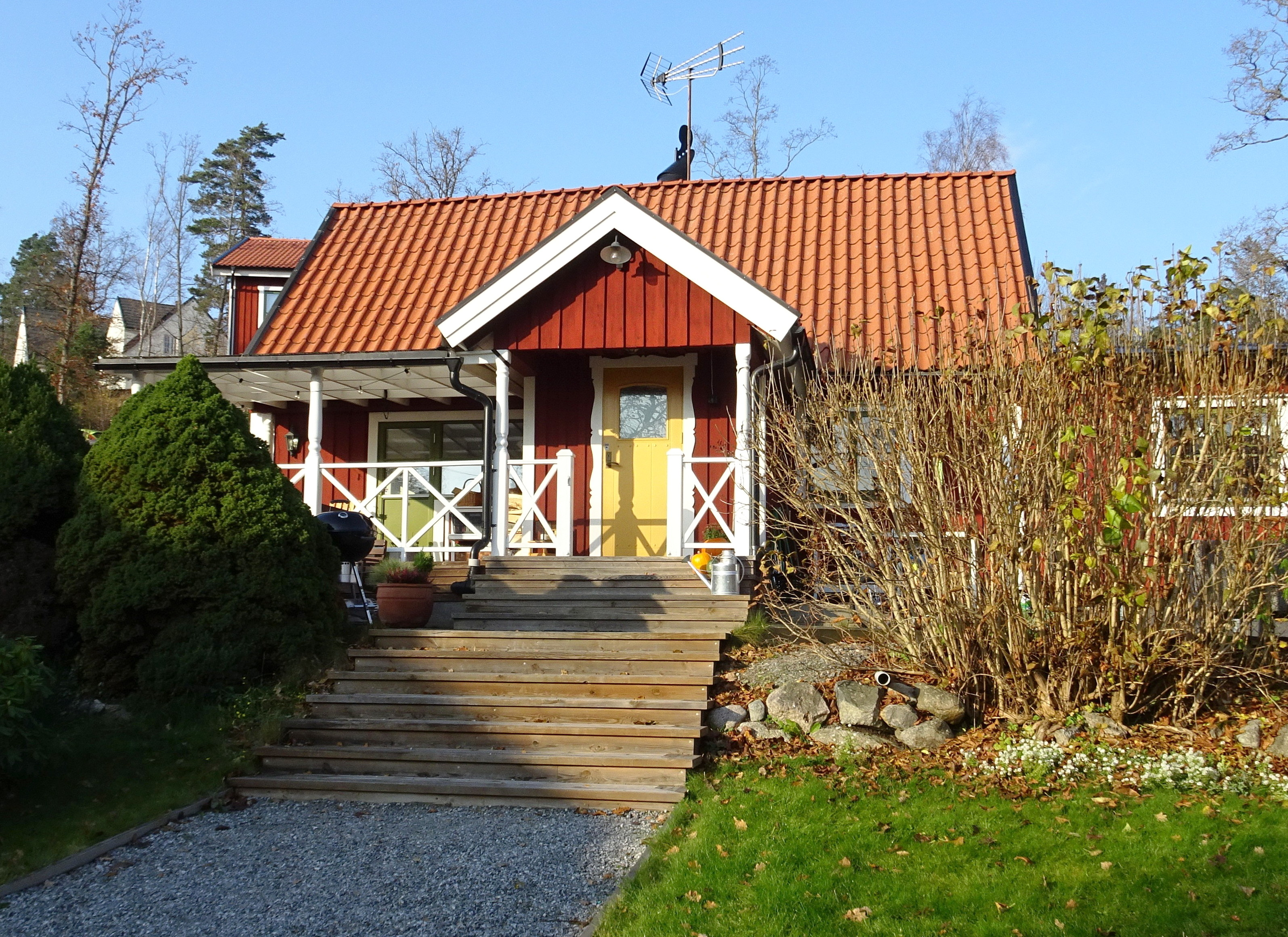
Fredriksdals torp, 2021.

## Nyare tid
På 1950-talet dämpades nybyggnadstakten, eftersom vatten- och avloppsfrågan inte var löst tillfredsställande. Sedan kommunen på 1990-talet lät anlägga nödvändig infrastruktur i form av vägar och kommunalt vatten och avlopp har nya villor uppförts i snabb takt. Bebyggelsen består huvudsakligen av villor byggda i slutet av 1990-talet och början av 2000-talet. Huvudvägen är Gustav Adolfs väg som leder genom området i nord-sydlig riktning. Vägen är uppkallad efter prins Gustav Adolf gift med prinsessan Sibylla. Övriga vägar i området har också namn efter den kungliga familjen: Kristinavägen, Margaretavägen, Sibyllavägen samt dåtidens statsminister Per Albins väg efter Per Albin Hansson.